# Śródmieście (arrondissement de Wrocław)
Pour l'arrondissement de Varsovie, voir Śródmieście.

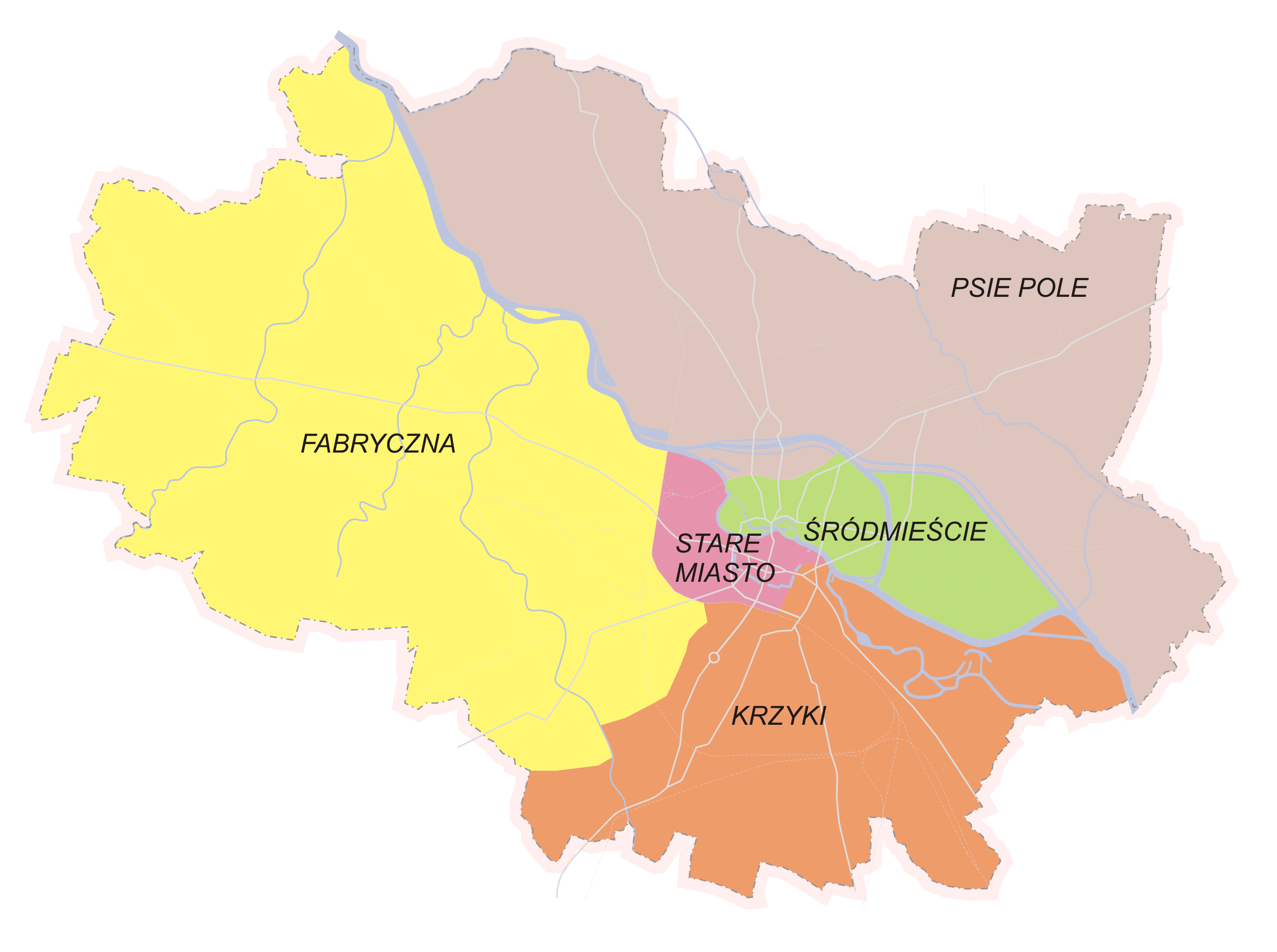
Plan de Wrocław

Śródmieście (centre-ville) - situé au centre-est de la ville de Wrocław, L'arrondissement se trouve en face du celui de Stare Miasto sur la rive droite de l'Oder.
La partie ouest de l'arrondissement est située entre l'Oder et le vieux Oder, et il comporte le quartier le plus ancien de la ville Ostrów Tumski, ainsi que le quartier de Ołbin.
La partie est de l'arrondissement Wielka Wyspa (la grande ile) comprend les quartiers de : Zacisze, Sępolno, Zalesie et Biskupin.

## Liste des quartiers de l'arrondissement
(ainsi que la date d'intégration à la ville)
- Bartoszowice (1928)
- Biskupin (1928)
- Dąbie (1928)
- Nadodrze (1991 - formé après le partage du quartier d'Ołbin)
- Ołbin (1808)
- Plac Grunwaldzki (1991 - formé après le partage du quartier d'Ołbin)
- Sępolno (1924)
- Zacisze (1928)
- Zalesie (1904)
- Parc Szczytnicki